# História (canal de televisão)
O História (estilizado em Portugal como Canal HISTÓRIA e anteriormente denominado "Canal de História") é o único canal temático de televisão dedicado à história em Portugal. A AMC Networks International Southern Europe produz e distribui o Canal de História em Espanha e Portugal graças ao acordo com a A&E, criadora do History, que está presente em 130 países e chega a mais de 230 milhões de subscritores em todo o mundo.
O História aproxima-se da História de Portugal através de documentários de produção própria e emite também superproduções mundiais sobre os acontecimentos históricos mais importantes. Em Portugal, o canal é transmitido em simulcast com a programação espanhola tendo o mesmo nome para os dois países. A programação do História difere da da original norte-americana, tendo também produções próprias para a Península Ibérica. Praticamente todas as operadoras portuguesas têm nos seus pacotes básicos o História incluído.

## História em Portugal
O História e iniciou as suas emissões em março de 1999 - como "Canal de História", com a assinatura de um acordo entre a empresa luso-espanhola Chello Multicanal (atual AMC Networks International Southern Europe) e a operadora por cabo e satélite NOS (TVCabo na altura). O Canal História é uma filial do canal norte-americano History. Contém conteúdos originais e produzidos em Portugal.